# Anlasswiderstand

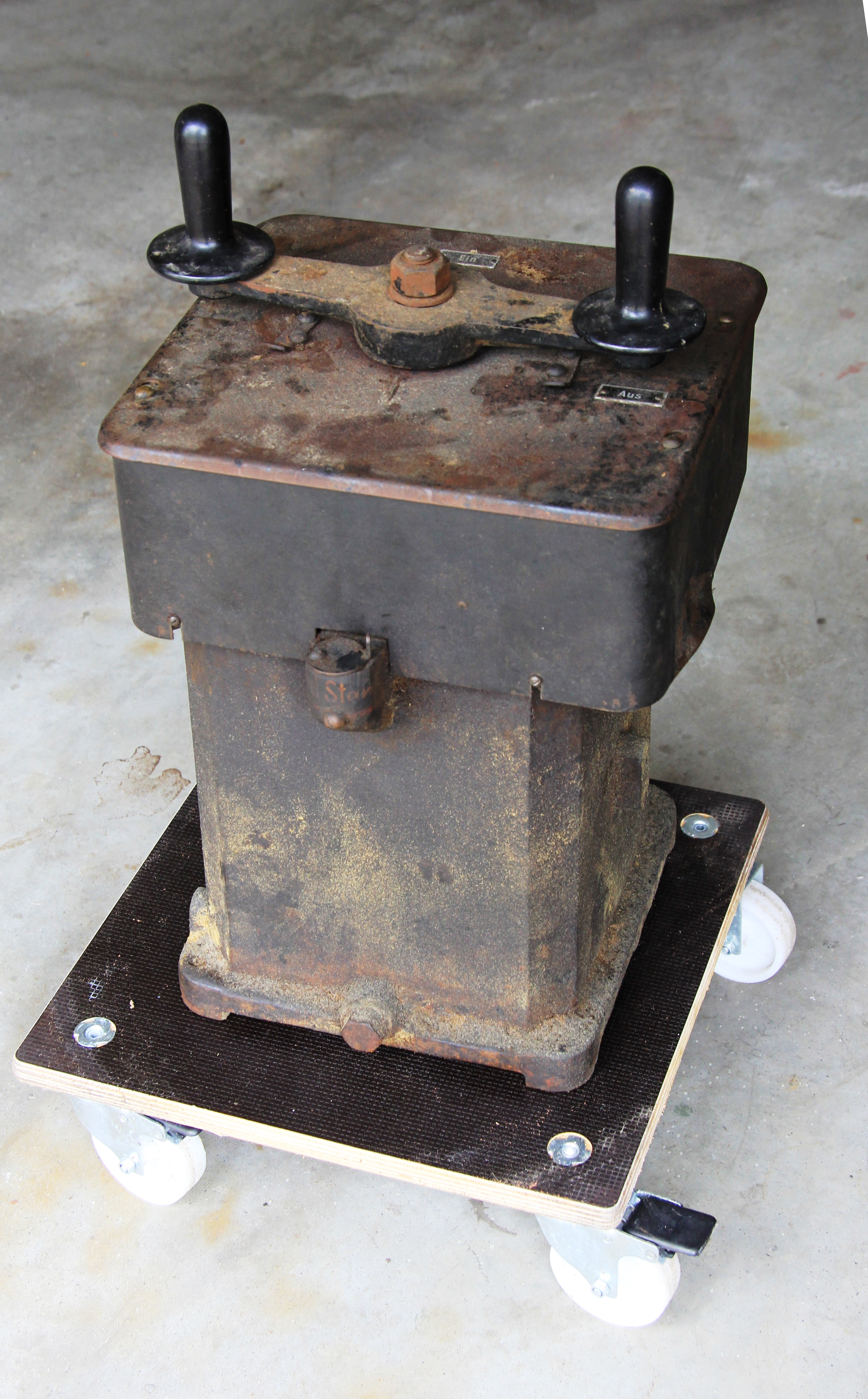
Historischer ölgekühlter Drahtanlasswiderstand der Siemens-Schuckertwerke für Schleifringläufermotoren bis etwa 15 kW Leistung (1920er-Jahre)

Ein Anlasswiderstand ist ein elektrisches Bauelement, das dazu dient, den Anlaufstrom von Elektromotoren zu begrenzen. Als Anlasswiderstände werden hochbelastbare Leistungswiderstände mit sehr niedrigen Widerstandswerten verwendet.
Aufgrund der hohen Energieverluste werden Anlasswiderstände fast nur noch zum Anlassen großer Schleifringläufermotoren verwendet und ansonsten zunehmend durch thermoelektrische oder elektronische Einschaltstrombegrenzer ersetzt.
Bei Elektrobahnen werden die entsprechenden Bauteile als Anfahrwiderstand bezeichnet.

## Einsatz und Verwendung
Anlasswiderstände werden bei großen Gleichstrommotoren und bei Drehstrommotoren eingesetzt.
Bei Drehstrommotoren können Anlasswiderstände geschaltet werden:
- bei Schleifringläufermotoren in den Läuferkreis
- bei Kurzschlussläufermotoren in den Ständerkreis.

Bei Kurzschlussläufermotoren gibt es zwei Schaltungsvarianten:
- einphasiger Anlasswiderstand (als KUSA-Schaltung bezeichnet)
- dreiphasiger Anlasswiderstand.

Bei der Schaltungsvariante mit dreiphasigem Anlasswiderstand wird in jede Phase des Motors ein Widerstand geschaltet, der den Anlaufstrom begrenzt. Sind die Spulen des Motors im Stern geschaltet, so verwendet man die Anlasswiderstände als Sternpunktanlasser.
Bei Schleifringläufermotoren kleinerer Leistung werden anstatt der schaltbaren Einzelwiderstände häufig auch Walzenbahnanlasser mit Ölkühlung eingesetzt.

## Bauarten und Bauformen

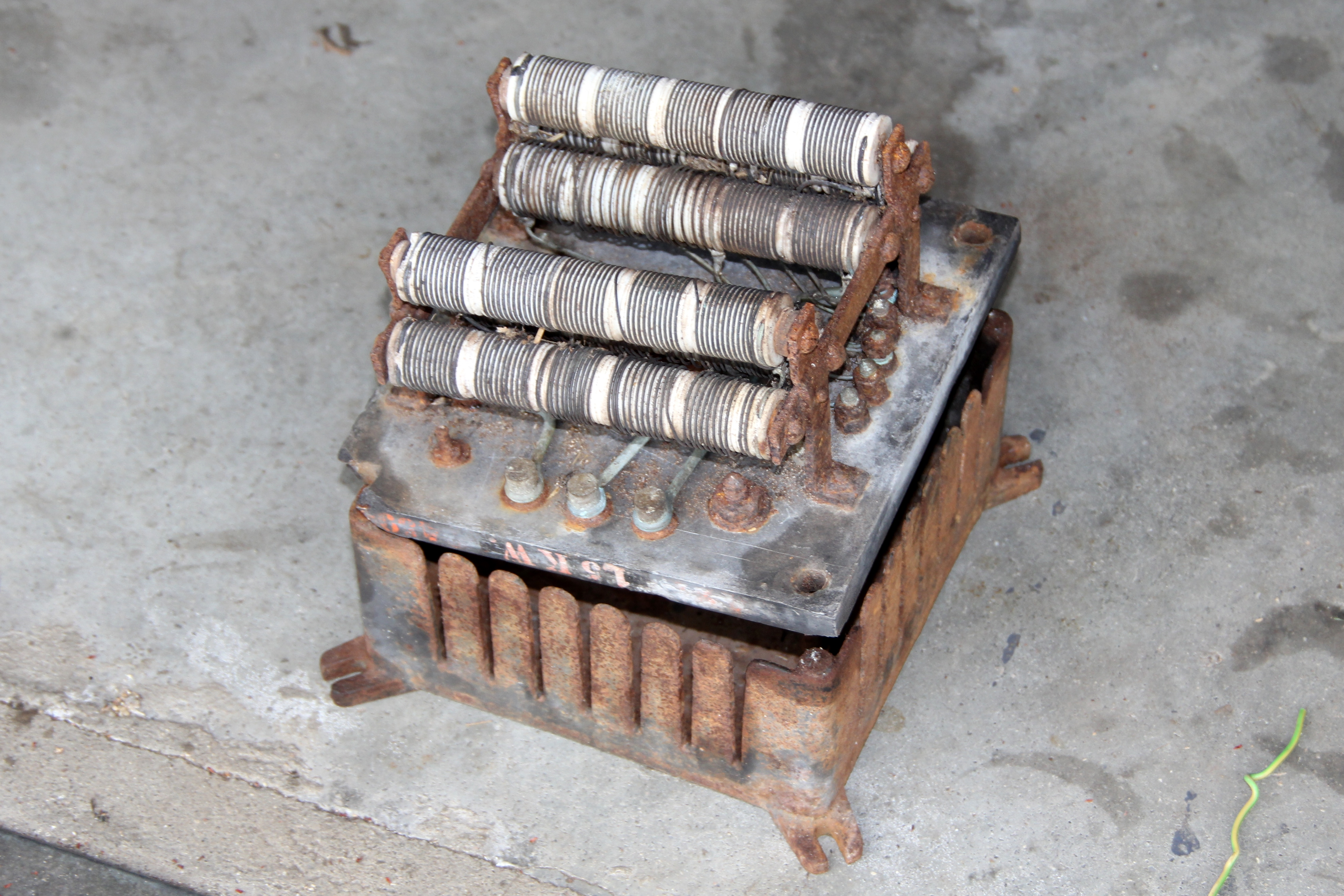
Defekter luftgekühlter Drahtanlasswiderstand für Schleifringläufermotoren bis 1,5 kW von Bergmann Berlin, etwa 1920er-Jahre. Das Gerät wurde geöffnet, die Wicklungskörper aus Porzellan mit den Widerstandsdrähten sind zu erkennen

### Metalle als Widerstandsmaterial
Bei den Metallwiderständen unterscheidet man drei Bauarten.

#### Drahtwiderstände
Bei dieser Bauart werden als Widerstandsleiter Drähte verwendet, die entweder auf einen isolierten Tragkörper aufgewickelt oder bei dickeren Drähten freitragend zwischen Isolatoren angeschlossen werden. Freitragende Widerstandsleiter werden als Drahtwendel oder Mäanderförmig geformt eingebaut. Aufgrund der schlechten Wärmeableitung können Drahtwiderstände nur für kleinere Antriebe verwendet werden.

#### Blechwiderstände
Blechwiderstände werden entweder aus Blechen hergestellt, die mäanderförmig ausgestanzt sind, oder aus Blechen, die mit Schlitzen versehen werden. Durch diese Bauweise wird der Weg des Stromes verlängert und es wird ein definierter Widerstandswert erreicht. Aufgrund der Vielzahl der unterschiedlichen Stanzungen oder unterschiedlichen Schlitzungen werden verschiedene Widerstandswerte erzeugt. Die unterschiedlichen Widerstände werden entsprechend den Anforderungen miteinander kombiniert. Als Material verwendet man für Blechwiderstände Stahllegierungen. Da Blechwiderstände eine gitterartige Struktur haben, werden sie auch als Stahlgitterwiderstände bezeichnet.
Eine Sonderform der Blechwiderstände sind sogenannte Bandwiderstände. Bei dieser Bauart werden schmale Blechstreifen oder -bänder als Widerstandsleiter verwendet. Die Blechstreifen werden, entweder hochkant oder flach, mäanderförmig gewickelt. Die einzelnen Blechstreifen durch Schweißen, Hartlöten oder Klemmen hintereinander geschaltet und miteinander verbunden. Durch diese Bauweise werden niederohmige Widerstände mit hoher Leistung erstellt. Blechwiderstände haben den Vorteil, dass aufgrund der großen Oberfläche eine gute Wärmeabgabe erfolgt.
Historisch gab es sogenannte Graphitwiderstände. Sie wurden so konstruiert, dass eine oder mehrere Metallplatten nach und nach während des Anlassvorgangs in einen graphitgefüllten Behälter gedrückt wurden. Dabei hatte das elektrisch leitende Graphit im Behälter eine Form von Flocken. Ein Pol lag an den Metallplatten, der andere Pol am Gehäuse des Widerstands, das gleichzeitig als Behälter für das Graphit diente. Für den Dauerbetrieb war ein Kurzschlusskontakt zwischen Blechen und Gehäuse oder auch zwischen dem Betätigungshebel und dem Gehäuse vorgesehen. Diese Bauform wurde vornehmlich für größere Leistungen verwendet. Die Wirkung entspricht der eines Flüssigkeitsanlassers: Je weiter das Blech in das Graphit eingetaucht wird, umso größer wird die Kontaktfläche und umso kleiner der elektrische Widerstand der Anordnung.

#### Gusswiderstände
Bei Gusswiderständen wird als Widerstandsmaterial Gusseisen verwendet. Die einzelnen Widerstandselemente werden zu Platten mit mäanderförmigen Stäben gegossen und in ein Gehäuse eingebaut. Die Widerstandswerte werden zum einen durch den Werkstoff, zum anderen durch die Länge und die Querschnitte der Gusseisenstäbe bestimmt. Um unterschiedliche Widerstandswerte zu erhalten, werden verschiedene Elemente mit unterschiedlichen Stablängen und Stabquerschnitten kombiniert. Da Gusseisen gute Speicherfähigkeiten besitzt, werden diese Widerstände immer dort eingesetzt, wo Motoren im Aussetz- oder Kurzzeitbetrieb verwendet werden. Gusswiderstände werden bevorzugt als Anlass- und Stellwiderstände in der Antriebstechnik verwendet.

### Flüssige Elektrolyte als Widerstandsmaterial
Der Flüssigkeitsanlasser besteht aus einem mit Epoxidharzlack beschichteten Stahlblechbehälter, in welchem sich die Widerstandsflüssigkeit und das Elektrodensystem befinden. Das Elektrodensystem setzt sich zusammen aus jeweils drei festen und drei beweglichen Elektroden. Die festen Elektroden sind in isolierten Phasen-Trenntöpfen eingebaut. Die beweglichen Elektroden sind mit einer Brücke aus Kupfer verbunden, dadurch arbeitet der Anlasser als Sternpunktanlasser. Flüssigkeitsanlasser werden für große Schleifringläufermotoren mit bis zu 20 Megawatt Leistung gebaut und eingesetzt.
Als Elektrolyt wird Wasser (H2O) mit „Anlassersalz“ Natriumkarbonat (Na2CO3) verwendet. Die Konzentration richtet sich nach dem erforderlichen Anlasserstrom. Durch Eintauchen der beweglichen Elektroden in den Elektrolyten wird der Widerstandswert verringert. Bei anderen Systemen wird die Widerstandsveränderung durch Umpumpen des Elektrolyten erreicht.
Beim Flüssigkeitsdampfanlassern wird als Anlasswiderstand ein Elektrolyt verwendet, welcher sich beim Anlassvorgang rasch erwärmt. Durch die Erwärmung verkleinert sich der Widerstandswert des Elektrolyten, somit wirkt der Flüssigkeitsanlasser als automatischer Anlasswiderstand.
Einfache Systeme zum Anfahren von Karussells arbeiteten mit Wasser und einem die Elektroden bewegenden Pedal.
Flüssigkeitsanlasser sind sehr wartungsintensiv, da sich die Elektrolytkonzentration durch Verdampfen und Aufspaltung des Wassers ständig ändert.
Historisch wurden Flüssigkeitsanlasser so konstruiert, dass ein Metallblech in einen Metallbehälter getaucht wurde, der mit einer elektrisch leitenden Flüssigkeit wie Anlassersoda gefüllt war. Je tiefer das Blech eingetaucht wurde, umso größer wurde die Kontaktfläche und umso geringer der Widerstand. Ein elektrischer Pol lag dabei am Gehäuse und ein Pol am Blech, welches in die Flüssigkeit getaucht wurde. Eine isolierende Beschichtung entfiel. Für den Dauerbetrieb gab es einen Kurzschlusskontakt zwischen dem nicht isolierten Teil des Betätigungshebels, der mit dem Widerstandsblech bzw. einem Pol leitend verbunden war und dem Gehäuse, auf dem der zweite Pol lag. Für dreipolige Anlasser sind mehrere, im ausgeschalteten Zustand gegeneinander isolierte Bleche notwendig, die im Betrieb entweder elektrisch getrennt (Statoranlasser beim Kurzschlussläufer) oder auch durch das gleiche Flüssigkeitsbad elektrisch verbunden sein können (Läuferanlasser bei Schleifringmotoren). In entsprechender Weise müssen auch die Kurzschlusskontakte konstruiert sein. Auch historisch wurde diese Bauart vor allem bei großen Leistungen verwendet.

## Kühlung

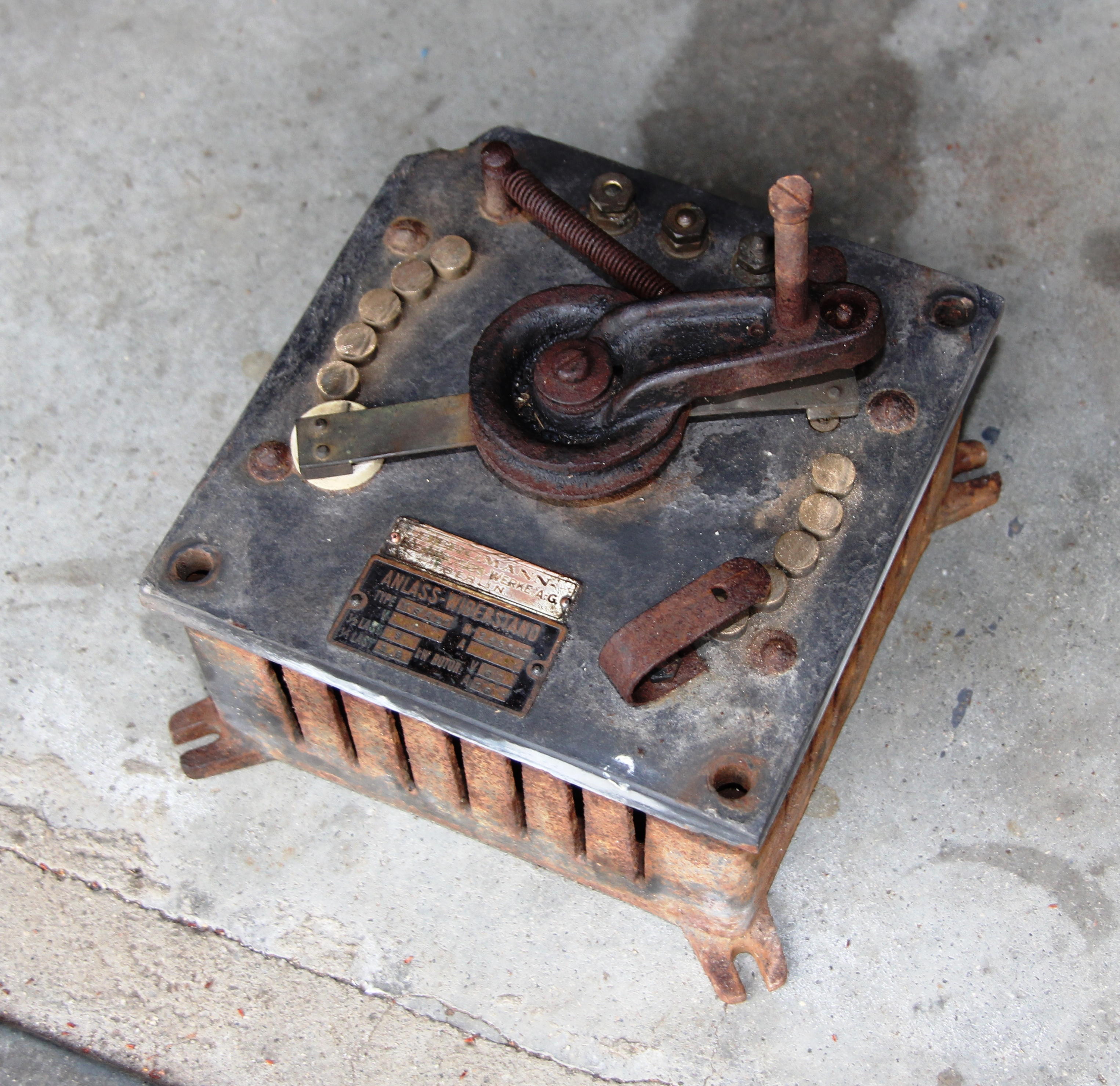
Der gleiche Widerstand wie oben, wieder geschlossen. Gut zu erkennen: Die Messingschleifkontakte des Stufenschalters und das Gehäuse mit Belüftungsschlitzen, um die heiße Luft im Betrieb abzuführen

### Direkte Kühlung mit Luft
Bei der Luftkühlung werden die Anlasswiderstände entweder über die natürliche Kühlung oder über eine Zwangskühlung gekühlt. Bei der natürlichen Kühlung, auch Luftselbstkühlung genannt, erfolgt der Kühllufttransport über den Wärmeauftrieb der Luft. Bei der Zwangskühlung oder forcierten Kühlung wird die Luft mittels Ventilator an den Widerständen vorbei geblasen. Dadurch erfolgt eine bessere Wärmeabfuhr als bei der Luftselbstkühlung. Da Luft ein guter Isolator ist und sich leicht zu- und abführen lässt, ist die Luftkühlung die häufigste Kühlart. Nachteilig sind die niedrige Wärmekapazität der Luft und die kleine Wärmeleitfähigkeit. Deshalb werden luftgekühlte Widerstände nur bei Motoren bis 2000 Kilowatt eingesetzt.

### Indirekte Kühlung
Bei der indirekten Kühlung wird ein Kühlmittel für den Wärmetransport benötigt, hauptsächlich werden hier isolierende Flüssigkeiten verwendet.

#### Ölkühlung
Bei der Ölkühlung werden die Widerstandselemente in einen Behälter eingebaut, der mit Transformatorenöl befüllt wird. Transformatorenöl ist ein sehr guter Wärmeträger und Isolator. Bei ölgekühlten Widerständen erfolgt eine rund zehnmal bessere Wärmeabgabe vom Widerstand als bei luftgekühlten Widerständen. Da Transformatorenöl ein guter Isolator ist, können zwischen den einzelnen Widerstandselementen kleinere Mindestabstände eingehalten werden. Somit ist Transformatorenöl ein sehr gutes Kühlmittel. Nachteilig ist jedoch die langsame Wärmeabgabe über die Behälteroberfläche. Außerdem altert Transformatorenöl im Betrieb und die Isolationsfähigkeit wird durch Feuchtigkeitsaufnahme aus der Luft herabgesetzt. Ölgekühlte Anlasswiderstände eignen sich gut für Elektromotoren mit großen Leistungen, insbesondere dann, wenn die Motoren nicht häufig anlaufen müssen. Sie werden bei Schleifringläufermotoren mit Leistungen bis zu 12,8 Megawatt eingesetzt.

#### Wasserkühlung
Bei der Wasserkühlung wird die entstehende Verlustwärme der Anlasswiderstände über einen Zwischenträger aus Isoliermaterial an das Wasser abgegeben. Wasser besitzt eine hohe spezifische Wärmekapazität und ist somit ein nahezu idealer Wärmeträger. Der Wärmeübergang zwischen Widerstand und Kühlmedium ist bei Wasser, zwischen 10-mal (bei ruhendem Wasser) und 100-mal (bei fließendem Wasser), höher als bei Luft. Damit eine optimale Kühlung gewährleistet ist, muss das Wasser ständig zirkulieren und entweder über Rückkühleinrichtungen abgekühlt werden oder es muss stets Frischwasser zugeführt werden. Der direkte Einbau von Anlasswiderständen in das Kühlmedium ist bei Wasserkühlung nur bei kleinen Spannungen sinnvoll. Bei höheren Spannungen ist der direkte Einbau nur mit großem Aufwand möglich.

#### Sandkühlung
Historisch wurden Drahtwiderstände mit kleineren Leistungen auch sandgekühlt ausgeführt, wobei das Gefäß eines Ölanlassers einfach mit Sand gefüllt wurde. Diese Bauart eignete sich jedoch nur, wenn der zugehörige Elektromotor nur sehr selten angelassen werden sollte. Das liegt daran, dass die Wärmeleitfähigkeit von Sand schlecht ist und die Wärme bei höheren Schaltintervallen nicht ausreichend schnell abtransportiert werden kann. In den 1920er-Jahren wurde diese Bauart für Anlasser von Drehstrom- und kleineren Gleichstrommotoren genutzt.

## Dimensionierung
Anlasswiderstände werden nicht im Dauerbetrieb belastet, sondern im Kurzzeitbetrieb. Damit die Widerstände auch entsprechend dimensioniert werden können, müssen folgende Faktoren bekannt sein bzw. ermittelt werden:
- die Anlasshäufigkeit {\displaystyle ha}; mit ihr bezeichnet man die Anzahl der zulässigen Anläufe pro Stunde bei betriebswarmem Anlasswiderstand.
- die Einschaltdauer {\displaystyle ED}; sie ist der Quotient aus Einschaltzeit ({\displaystyle t_{\text{ein}}}) und Spieldauer.
- der Überlastfaktor ÜF; er lässt sich tabellarisch (Herstellerangaben) aus der prozentualen Einschaltdauer ermitteln.
- die Leistung für den Kurzzeitbetrieb; sie ist das Produkt aus rechnerisch ermittelter Dauerleistung und dem Überlastfaktor.[18]

## Induktivität

Wicklungsschema für einen induktionsarmen Drahtwiderstand

Bei Widerständen hängt die Induktivität ab von den Eigenschaften des verwendeten Materials und von der Bauart.
Anlasswiderstände sind aufgrund ihrer Bauart relativ induktionsarm.
Bei Stahlgitter- und Gusswiderständen heben sich die magnetischen Wirkungen auf, bedingt durch den mäanderförmigen Verlauf des Widerstandsleiters.
Bei Drahtwiderständen wird der gleiche Effekt durch die Kreuzwicklung erreicht, bei der zwei parallele Wicklungen gegensinnig gewickelt werden. Diese bifilare Wicklung lässt sich jedoch bei höheren Spannungen aufgrund der unzureichenden Isolation zwischen den Leitern nicht anwenden.